# Gypsy Woman
«Gypsy Woman» — пісня написана Гіларі Дафф, Гейлі Дафф та Раяном Теддером; спродюсована Раяном Теддером. Пісня записана американською поп-співачкою Гіларі Дафф для її студійного альбому «Dignity» (2007). Пісня починається зі слів з промови Вінстона Черчилля «This was Their Finest Hour». Хоча пісня не стала офіційним синглом, вона привернула до себе увагу фанів Дафф та музичних критиків.

## Зміст
На думку каналу MSNBC» і журналу Radar пісні «Gypsy Woman» та «Dignity» присвячені вокалісту панк-гурту Good Charlotte Джоелю Меддену, колишньому хлопцю Гіларі Дафф, з яким вона розсталася під час роботи над її студійним альбомом «Dignity». Після розриву стосунків Медден швидко почав зустрічатися із акторкою Ніколь Річі, що стало підґрунтям для різних пліток в Голлівуді. Пізніше Дафф спростувала ці чутки та сказала, що пісня «Gypsy Woman» була створена з почуттями, які вона мала, дізнавшись про розлучення її батьків та про те, що її батько зустрічався із іншою жінкою поза спиною своєї дружини. До цього розголошення, про справжній сенс пісні не знала навіть сестра Дафф, Гейлі. Свої почуття з приводу розлучення батьків Дафф також показала у пісні «Stranger».
В пісні присутні складні та приховані натяки на ситуацію із позашлюбною зрадою батька Дафф, які автори пісень помістили в такі рядки, як "Enjoy the fame, bringing down the familiy name", що перекладається як "Насолоджуйся славою, опускаючи в бруд сімейне ім'я". Пісня розпочинається зі слів Черчилля:

— "The Battle of France it's over."

— "Congratulations, you've joined the rank of all the rest."

## Вихід як синглу
Першочергово пісня «Gypsy Woman» мала вийти у якості четвертого синглу від платівки «Dignity» (2007). Проте лейбл Hollywood Records відмовився від фінансування просування четвертого синглу через сумніви успіхів платівки. Натомість пісня була випущена як промо-сингл, у якому містилися дві композиції: альбомна версія пісні та інструментальна версія.

## Список пісень
| #  | Назва                                  | Тривалість |
| -- | -------------------------------------- | ---------- |
| 1. | «Gypsy Woman»                          | 3:14       |
| 2. | «Gypsy Woman» (інструментальна версія) | 3:14       |